# پروسپرو (قمر)
پروسپرو (به انگلیسی: Prospero) یک قمر نامنظم مخالف‌گرد نسبتاً کوچک اورانوس است که در ۱۸ ژوئیه ۱۹۹۹ توسط اخترفیزیکدان متیو هولمن و تیمش کشف شد و به آن نام موقت S/1999 U 3 داده شد. این قمر تحت عنوان اورانوس XVIII تأیید شده و نام آن از نام جادوگر پروسپرو در نمایشنامه طوفان اثر ویلیام شکسپیر گرفته شده‌است.

انیمیشن ایجاد شده از تصاویر کشف برای نشان دادن حرکت پروسپرو در میان ستارگان پس‌زمینه